# نشأة علم التاريخ عند العرب
كتب الكثير عن نشأة علم التاريخ؛ ولكن مازال كتاب الدكتورعبد العزيز الدوري من أوائل ما أٌلف فيه. له جهود كبيرة في علم التاريخ ولديه العديد من المؤلفات التاريخية من أهمها هذا الكتاب (نشأة علم التاريخ عند العرب)؛ طبع للمرة الثانية وترجم للغة الإنجليزية وتبلغ صفحات الكتاب حوالي 500 صفحة، وطبع عام 1420هـ/ 2000م؛ بواسطة مركز زايد للنشر في الإمارات.

## فصول الكتاب

### الفصل الأول
نشأة التاريخ عند العرب وتطوره خلال القرون الثلاث الأولى.

### الفصل الثاني
تحدث بالتفصيل عن مدرسة التاريخ في المدينة؛ ويعرض مُوجزاً لأهم رموزها ومنهجية تلك المدرسة.

### الفصل الثالث
تحدث عن بداية القصص التاريخية. ويذكر لنا وهب بن منبه مثالاً.

### الفصل الرابع
تحدث عن أصول مدرسة التاريخ في العراق. وكذلك يعرض لنا رموز ومنهجية المدرسة.

### الفصل الخامس
كتب عن دوافع الكتابة التاريخية. وأورد لنا العديد من المؤرخين في تلك الفترة وأورد نصوص لرواياتهم التاريخية دون تعليق عليها.

## الخلاصة
يقدم لنا الدوري في كتابه هذا صورة واضحة وشاملة لبداية التدوين التاريخي عند العرب، فهو لم يقدم لنا عرض تاريخي لمراحل التدوين وحسب بل ذكر الدوافع للكتابة ومما تكونت المادة التاريخية لتلك الفترة. فلابد لكل باحث في تاريخ صدر الإسلام خاصة؛ الرجوع إليه لمعرفة مواطن الضعف والقوة للروايات التاريخية.